# Даніел Ожеховський
Даніел Орзеховскі (порт. Daniel Orzechowski, 1 червня 1985) — бразильський плавець.
Учасник Олімпійських Ігор 2012 року.
Призер Південнамериканських ігор 2006, 2010 років.
Чемпіон Південної Америки з плавання 2012 року.